# Szondi-Test

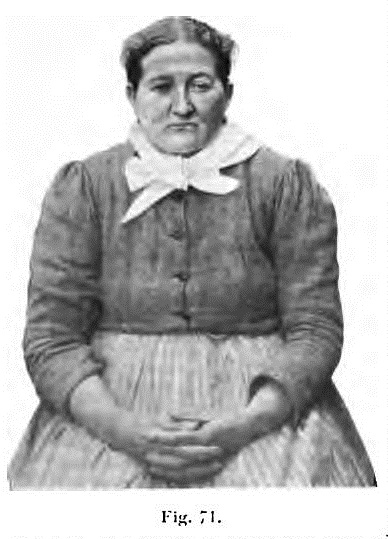
Szondi-Test: Serie 6, Bild 7

Der Szondi-Test (nach seinem Erfinder Leopold Szondi) ist ein tiefenpsychologischer Test zur Diagnostik der Triebstruktur im Sinn der Schicksalsanalyse. Es ist ein projektiver Test und basiert auf Porträts, die nach Sympathie und Antipathie geordnet werden sollen. Wie bei projektiven Tests üblich, ist die Validität des Testverfahrens nicht empirisch überprüfbar. Der Szondi-Test soll die unbewussten Bedürfnisse, aber auch die Charaktereigenschaften und Persönlichkeitsstruktur der Testperson aufzeigen. Eingesetzt wird der Test hauptsächlich in der Berufs- und Laufbahnberatung, aber auch in der schicksalsanalytischen Psychotherapie.
Der Test beinhaltet sechs Serien von Photographien, die aus je acht Einzelbildern bestehen. Es erfolgt die Aufforderung, aus den vorliegenden acht Bildern diejenigen auszuwählen, die am sympathischsten und am unsympathischsten erscheinen.
Zunächst wählt der Getestete aus Bilderserien jeweils das ihm sympathischste und unsympathischste Porträt aus (Vordergänger-Profil). Die ausgewählten Porträts bilden das Material für weitere Auswahlserien, in der wieder das sympathischste und unsympathischste ausgewählt werden (Hintergänger-Profil). Die abgebildeten Personen hat Leopold Szondi in jahrelanger Arbeit in psychiatrischen Kliniken gesammelt. Durch seine Wahl zeigt der Getestete seine Sympathie oder Antipathie zur Triebstruktur der abgebildeten Personen.